# Замок Оберхаузен
Замок Оберхаузен (нем. Schloss Oberhausen) — замок в классическом стиле в немецком городе Оберхаузен (федеральная земля Северный Рейн-Вестфалия). Именно замку город обязан своим именем. Замок расположен на берегу реки Эмшер между городскими районами Штеркраде, Остерфельд и Альт-Оберхаузен.

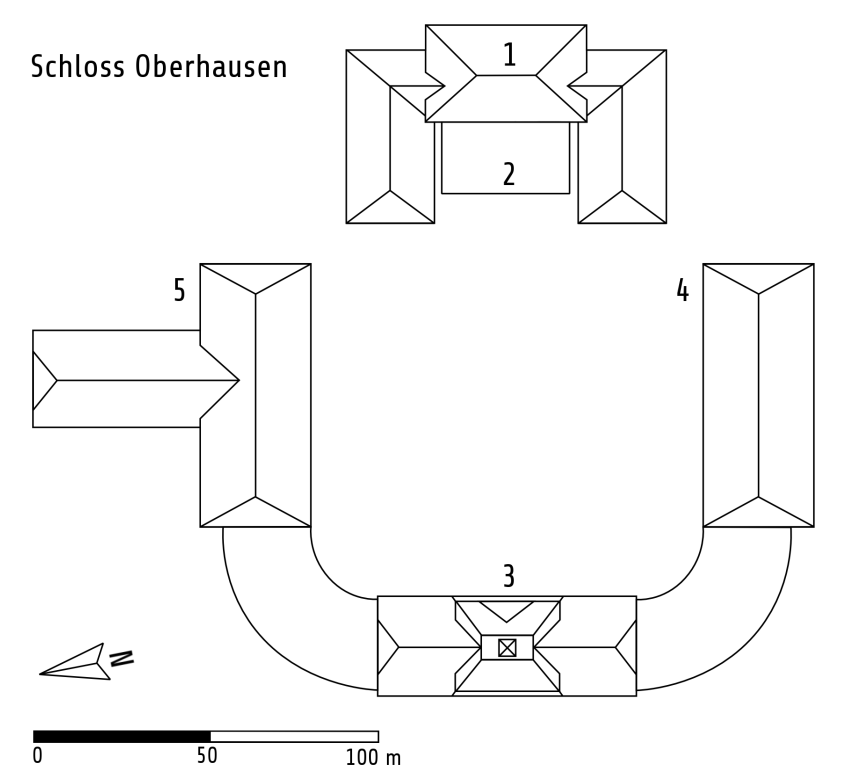
Схема замка: 1 — главное здание; 2 — витрина; 3 — Маленький замок; 4 — мемориал жертв нацизма; 5 — ресторан

## Архитектура
Замок построен в классическом стиле и состоит из трехэтажного основного здания с двумя двухэтажными флигелями, образующими в проекции букву «П», а также из одноэтажного особняка с мансардой, так называемого Маленького замка. К Маленькому замку пристроены два хозяйственных крыла. Внутри архитектурной композиции образуется незамкнутый внутренний двор. В 1998 году по поводу проведения выставки «Боги, герои и идолы» со стороны внутреннего двора в основном здании была сооружена стеклянная витрина.

## История

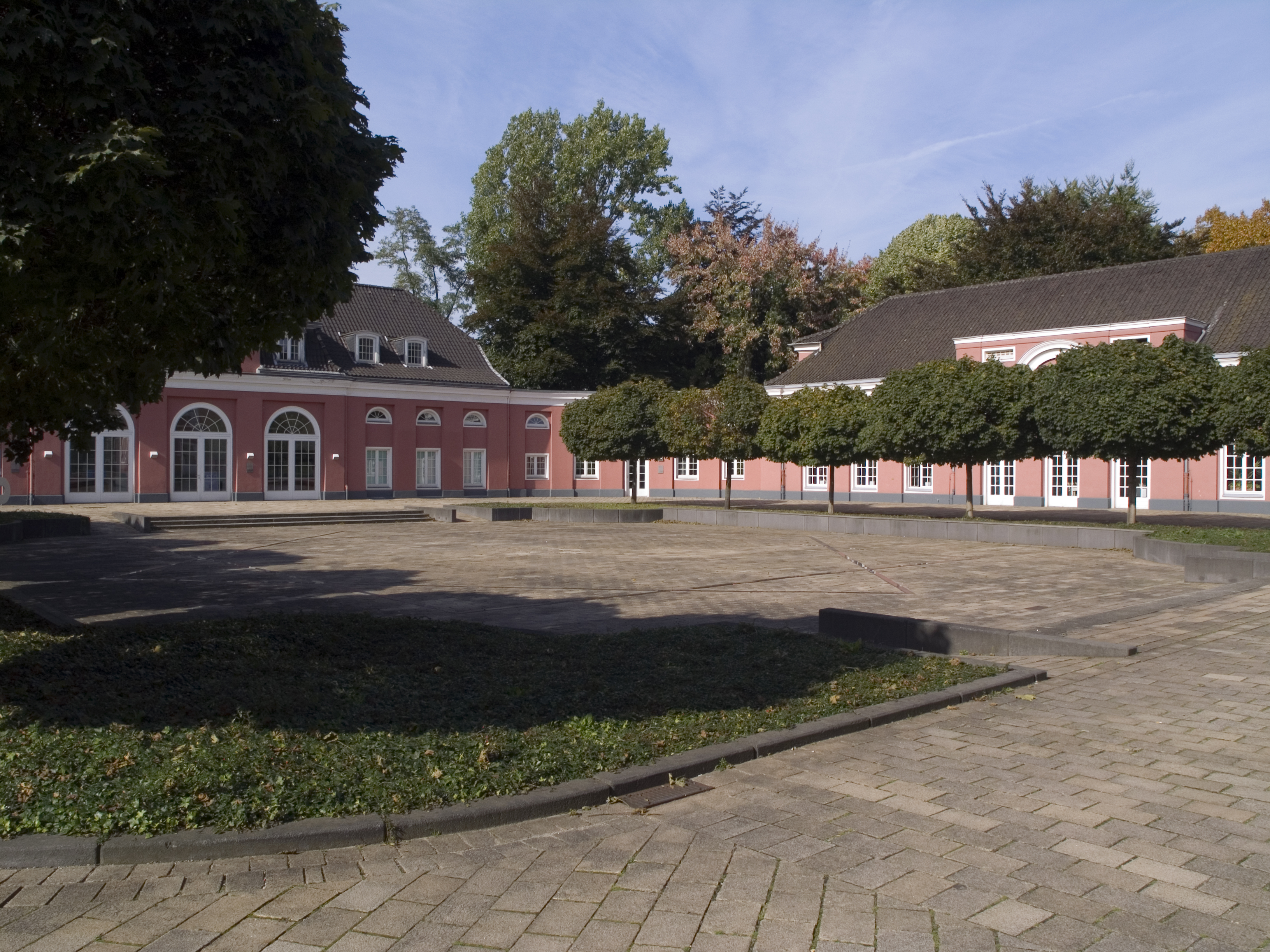
Внутренний двор

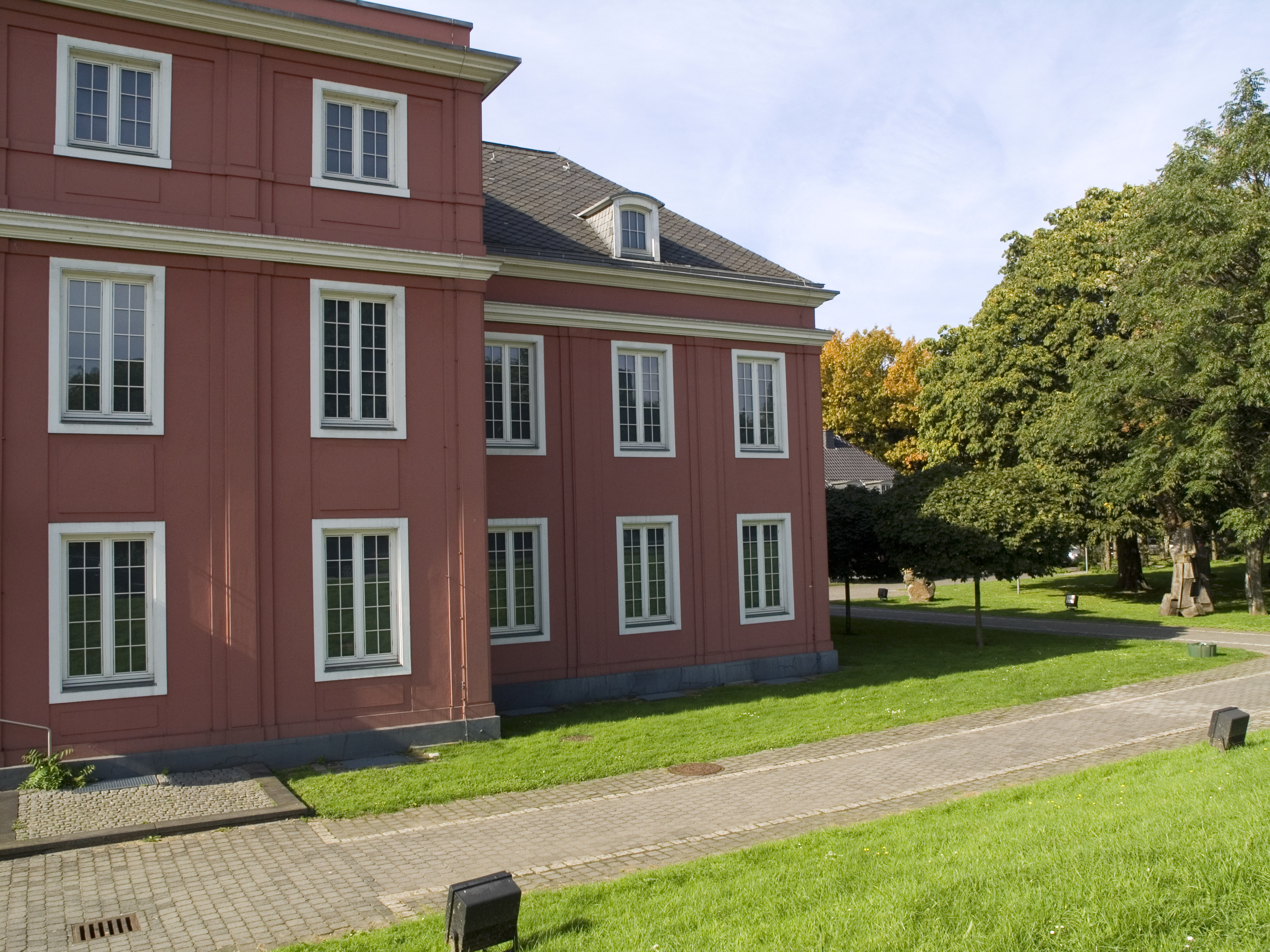
Главное здание

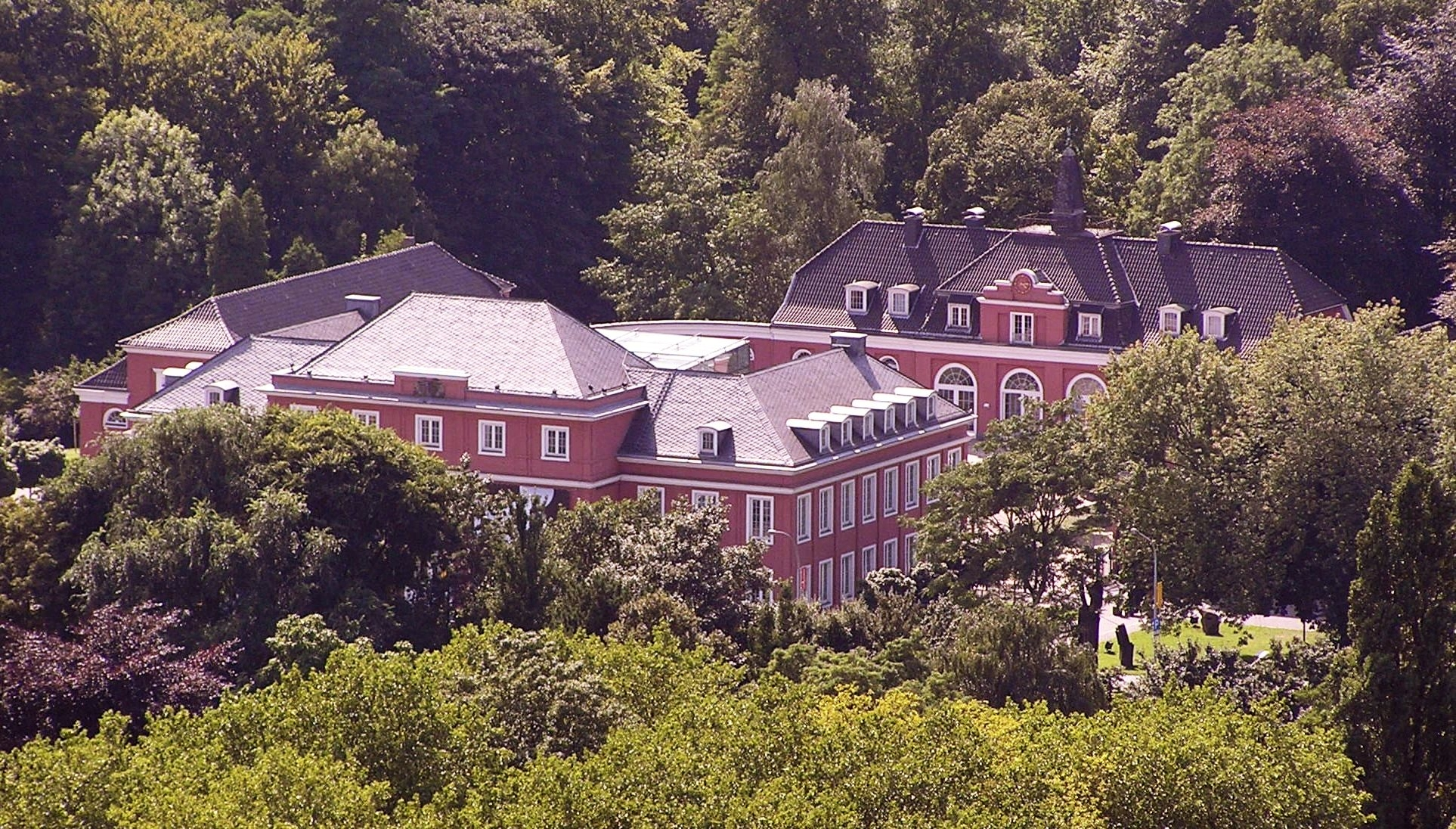
Вид замка с Газометром

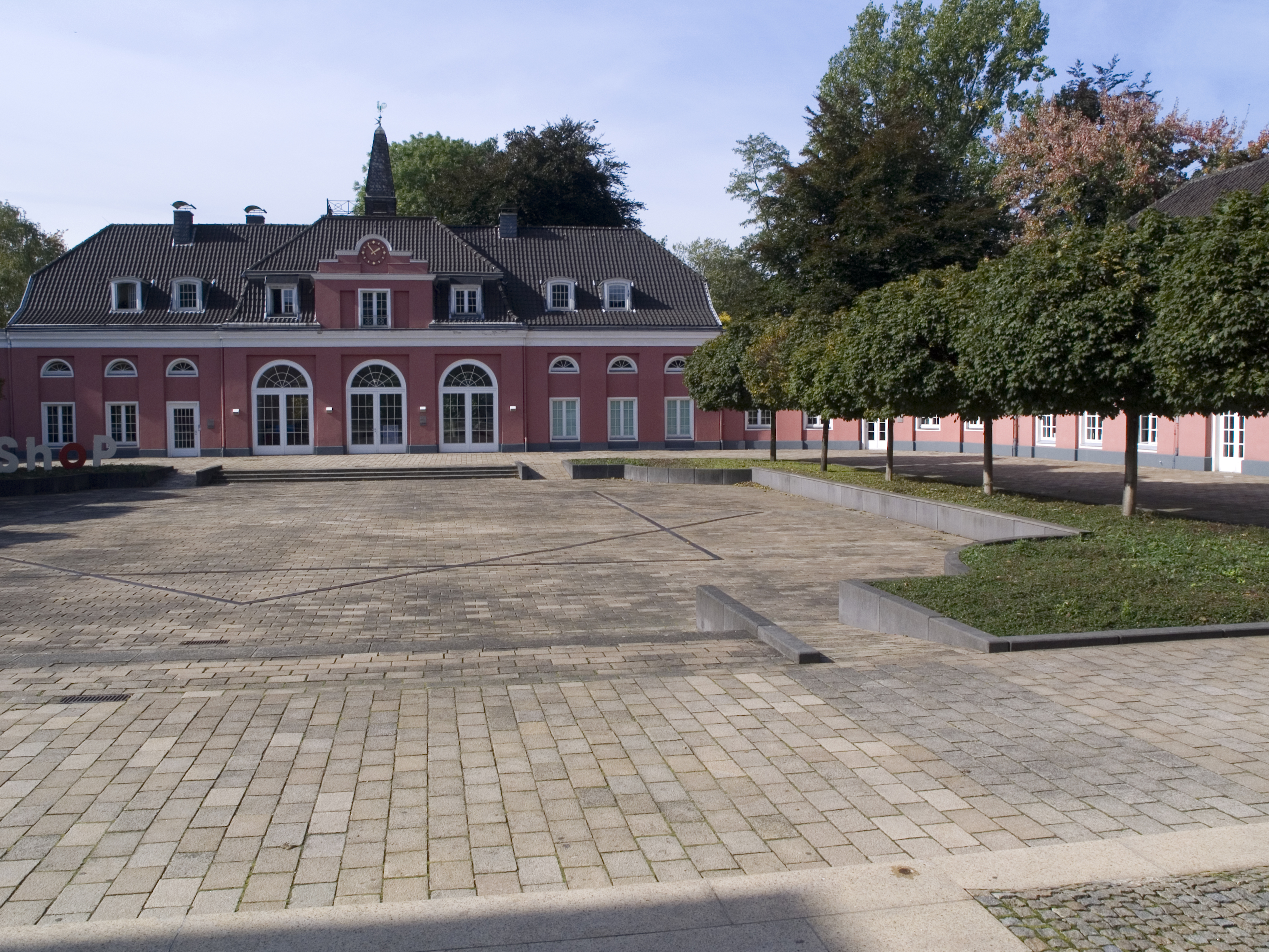
Маленький замок

Основание замка датируют концом XII — началом XIII века. Замок был родовым имением семейства Оферхус (Оферхюзен). В 1443 году замок упоминается, как окруженная рвом крепость, которая контролировала брод на реке Эмшер. В этот период замок был ленным владением семейства фон Гофен — вассалов герцога Клевского. В 1615 году замок Оферхус попадает во владение Конраду фон Боенену. Во время Восьмидесятилетней войны занимающий важное стратегическое значение замок Оферхус был частично разрушен и разграблен.
В 1770 году владелец замка Фридрих Адольф Фрайхерр фон Боенен сочетается браком Вильгельминой Франциской фон Вестерхольт-Гюсенберг, получая таким образом титул графа, имя и герб рода Вестерхольт-Гюсенберг. Отныне фон Боенены живут в замке Берг в Бюре (сейчас входит в состав города Гельзенкирхен), а замок Оферхус приходит в состояние запустения.
В 1801 году замок получают в наследство граф Максимилиан Фридрих фон Вестерхольт-Гюсенберг и его супруга Фридерика Каролина фон Бреценхайм. В 1806 году Максимилиан занимает должность обершталмейстера при герцоге Великого герцогства Берг Иоахиме Мюрате, что приводит к быстрому росту его благосостояния. Обветшалый замок Орфехус более не соответствует социальному статусу своего хозяина. Максимилан фон Вестерхольт-Гюсенберг нанимает архитектора Августа Райнкинга для строительства нового замка. Новый замок был построен в 200 м на северо-запад от старого замка Орфехус на месте снесенного трактира. Новый замок получает название — Оберхаузен. В 1808 году садовый архитектор Максимилиан Фридрих Вейх приступает к разбивке парка в английском стиле (сегодня это парк Кайзергартен (Королевский сад) города Оберхаузен). К 1821 году замок Оберхаузен был полностью готов.
В 1858 году семейство фон Вестерхольт-Гюсенберг переезжает в замок Аренфельс в Бад-Хённингене. С того времени замок Оберхаузен больше не был жилым. С 1891 года здания замка сдаются внаём, а спустя 5 лет замок приобретает муниципалитет города Оберхаузена. Во время второй мировой войны значительная часть основного здания, а также крыша Маленького замка были разрушены.

## Музей

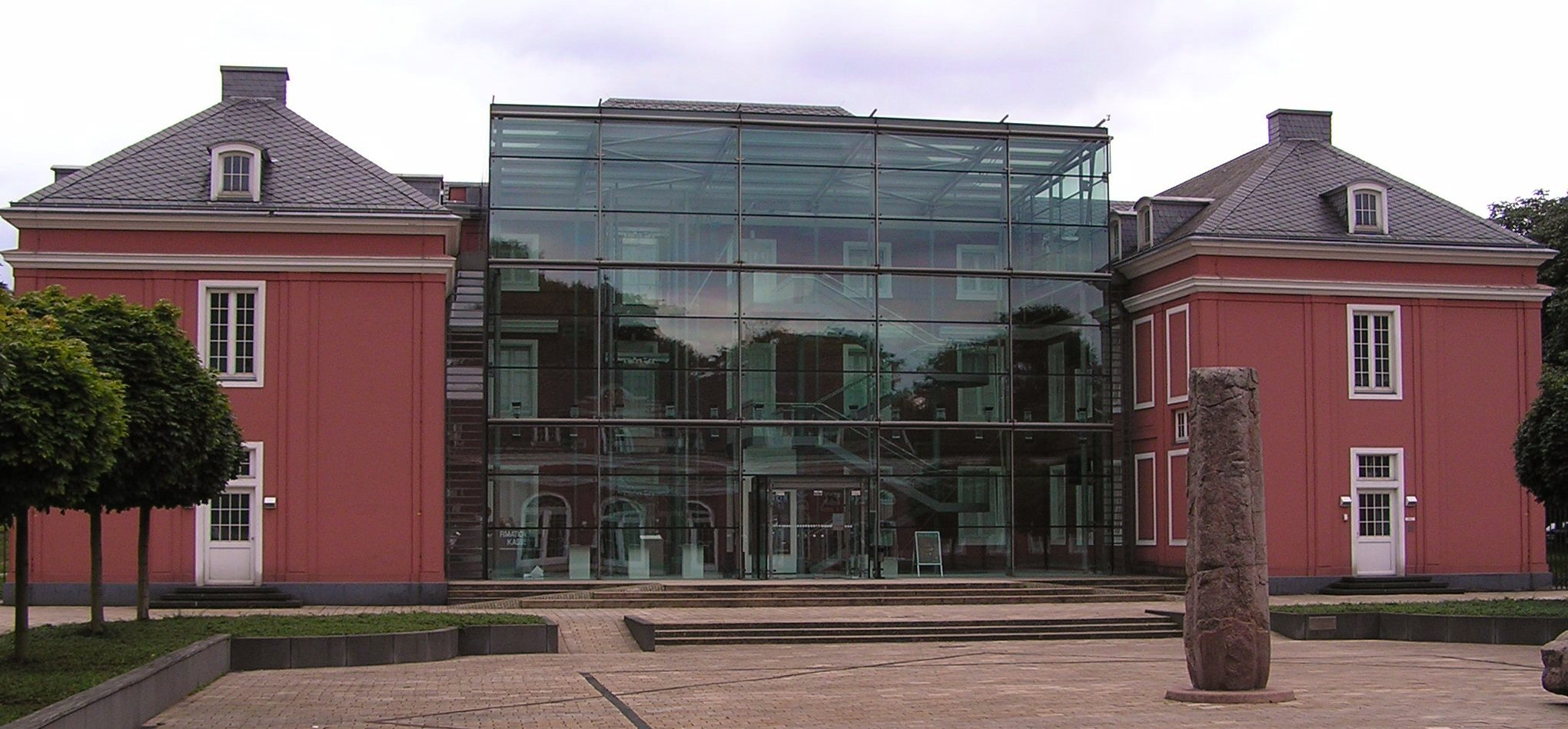
Витрина в главном здании

После реставрации замка в 1947 году в нём выставляется коллекция работ импрессионистов, таких как Макс Либерман, Макс Слефогт, Ловис Коринт и других. Благодаря стараниям первого директора музея Герберта Грибича начинает собираться коллекция графических работ Пабло Пикассо, Одилона Редона, Мориса Дени. В 1953 году начинается реконструкция основного здания замка, которая завершится к 1960 году.
Коллекция музея пополняется постоянно частными пожертвованиями и дарениями других музеев, например, Художественного музея Дюссельдорфа. В 1983 году немецкий промышленник, меценат, крупнейший коллекционер произведений античности и христианского средневековья Петер Людвиг предоставил музею свыше 500 произведений искусств (в основном это были работы живописцев из Восточной Германии, таких как Вольфганг Маттойер и Вернер Тюбке), положив начало Институту искусств Людвига.
В 1996 году Петер Людвиг и его супруга Ирэна предложили новую концепцию музея — никакая постоянная экспозиция не способна привлекать постоянных посетителей, а вот меняющиеся выставочные программы способны заставлять любителей искусства приходить вновь и вновь. В музее создаются три тематически различных галереи: галерея Людвига (выставка произведений искусств из коллекции Людвига), Популярная галерея (выставка постеров, плакатов, иллюстраций, комиксов, фотографий) и Галерея знаков и ориентиров (в основном Рурского региона).

## Другое использование
В 1960 году в южном боковом крыле Маленького замка был открыт мемориал жертв национал-социализма.
В 1977 году в замке открыта школа живописи для детей и молодых людей, произведения которых выставляются время от времени в Маленьком замке.
В северном боковом крыле Маленького замка работает ресторан. Также в замке есть зал для торжественных бракосочетаний.